# Боргоне Суза
Боргоне Суза (итал. Borgone Susa) је насеље у Италији у округу Торино, региону Пијемонт.
Према процени из 2011. у насељу је живело 1857 становника. Насеље се налази на надморској висини од 402 м.

## Становништво
| 1931. | 1936. | 1951. | 1961. | 1971. | 1981. | 1991. | 2001. | 2011. |
| ----- | ----- | ----- | ----- | ----- | ----- | ----- | ----- | ----- |
| 1.902 | 1.895 | 1.972 | 2.210 | 2.322 | 2.146 | 2.127 | 2.227 | 2.320 |